# Martinsfeige
Die Martinsfeige, auch Sankt Martin genannt, ist eine aus Sankt Martin in der Pfalz stammende Hausfeigensorte der Art Ficus carica, die für ihren ausgezeichneten Geschmack und ihre große Winterhärte bekannt ist. Die Sorte trägt jedoch sehr kleine Feigen.

## Baum
Die Martinsfeige ist stark wüchsig und erreicht in Mitteleuropa meist eine Höhe von 4–5 m und eine Breite von über 6 m. Das Blatt ist fünflappig und glänzend. Schon junge Bäume bilden viele Bodenschösslinge, die sich leicht von der Mutterpflanze trennen lassen, um so Jungpflanzen zu gewinnen. Der Baum verzweigt sich stark, was eine regelmäßige Auslichtung der Krone durch Schnittmaßnahmen nötig macht.

## Frucht
Die Martinsfeige beginnt schon als sehr kleiner Baum reichlich Früchte zu bilden, die klein sind und meist nur zwischen 10 und 15 Gramm wiegen. Sie sind rund und bei Reife braun bis schwarz, das Fruchtfleisch ist himbeerfarben. Die Früchte reifen etwa zwei Wochen früher als die bisher frühsten Sorten Ronde de Bordeaux und Pastilière, das heißt, in der Oberrheinebene oft schon im Juli. Die Sorte ist eine „Herbstfeige“, auch „Unifera“ genannt, was bedeutet, dass der Baum nur einmal im Jahr Früchte trägt.

## Winterhärte
Die Martinsfeige ist eine der winterhärtesten Feigensorten überhaupt. In der Pfalz wächst sie vielerorts auch in völlig exponierten Lagen, etwa in Weinbergen, in denen in Mitteleuropa normalerweise keine Hausfeigen gedeihen.